# 부룬디 컵
부룬디 컵(Coupe du Président de la République)은 부룬디 축구의 최고 녹아웃 토너먼트이다.